# کولیون
کولیون (به لاتین: Culion) یک جزیره در فیلیپین است که در پالاوان واقع شده‌است.

## خصوصیات
کولیون ۴۹۹٫۵۹ کیلومترمربع مساحت و ۱۹٬۵۴۳ نفر جمعیت دارد.